# Martin Exner
Martin Exner (* 10. April 1951 in Linz am Rhein) war Direktor des Instituts für Hygiene und Öffentliche Gesundheit und Geschäftsführender Direktor des Zentrums für Infektiologie und Infektionsschutz der Universität Bonn. Er ist zudem Präsident der Deutschen Gesellschaft für Krankenhaushygiene.

## Leben
Er studierte Medizin in Bonn, legte 1976 sein Staatsexamen ab und wurde mit der Arbeit Beiträge zum Stand der Kenntnisse der Risiken in öffentlichen Badeanstalten aus hygienischer Sicht zum Doktor der Medizin promoviert. 1976/77 war er Medizinalassistent, 1977/78 Stabsarzt im Grundwehrdienst und von 1978 bis 1986 wissenschaftlicher Assistent am Institut für Hygiene der Universität Bonn. 1983/84 war er Stationsarzt für Innere Medizin an der dortigen Medizinischen Klinik. 1985 habilitierte er sich für das Fach Hygiene mit der Arbeit Die mikrobielle Besiedlung von Rohr-, Schlauch- und Kathetersystemen – Zur Entstehung und Kontrolle von Biofilmen.

## Wirken
Exner war von 1986 bis 1988 Leiter der Abteilung Seuchen- und Umwelthygiene am Gesundheitsamt in Köln und danach Geschäftsführender Direktor am Hygiene-Institut des Ruhrgebiets. Von 1994 bis 2020 war er als Nachfolger seines Doktorvaters Inhaber des Lehrstuhls für Hygiene als Ordentlicher Professor und Direktor des Instituts für Hygiene und Öffentliche Gesundheit an der Universität Bonn. 
2025 erhielt Exner die Paracelsus-Medaille der Deutschen Ärzteschaft. 